# Буровка (село, Саратовская область)
Буровка — село в Вольском районе Саратовской области в составе Междуреченского муниципального образования.

## География
Находится на расстоянии примерно 46 километров по прямой на север от районного центра города Вольск.

## История
Основано в середине XVIII века.

## Население
| 2010 |
| ---- |
| 28   |

Население составляло 47 человек в 2002 году (79 % русские), 28 в 2010.